# ФК Шефилд
ФК „Шефилд“ (на английски: Sheffield Football Club) е аматьорски футболен клуб от град Шефилд, Англия, който е известен като най-стария футболен клуб в света (основан е през 1857 година).
В началото отборът играе на различни терени, включително и сегашния стадион на Шефилд Юнайтед – Брамал Лейн. Шефилд се записва в историята и като тимът участник в най-старото футболно дерби. Техен съперник е ФК Халам.
Отборът няма никаква връзка с известните професионални клубове от града – ФК Шефилд Уензди и Шефилд Юнайтед, но въпреки това не престава да съществува благодарение на местните дарители и фенове.

## Отличия
| Аматьорска ФА Къп                        | Победители | 1903-04                   |
| ФА Вейс                                  | Финалисти  | 1976-77                   |
| Йоркшър Втора Дивизия                    | Шампиони   | 1976-77                   |
| Синиър Къп на Йоркшър                    | Победители | 1977-78                   |
| Уитбрейд Трофи                           | Победители | 1987-88                   |
| Североизточна Регионална Премиер Дивизия | Втори      | 2006-07                   |
| Североизточна Регионална Първа Дивизия   | Шампиони   | 1988-89, 1990-91          |
| Купа на Североизточна Регионална Лига    | Победители | 2001-02, 2003-04          |
| Купа на Североизточна Регионална Лига    | Финалисти  | 2002-03, 2005-06          |
| Синиър Къп на Шефилд и Халамшър          | Победители | 1993-94, 2004-05, 2005-06 |